# 원추꽃차례

원추화서

원추화서(panicle) 또는 원추꽃차례는 많은 가지로 구성되는 꽃차례이다. 일부에서는 각각의 꽃에 꽃자루가 달려있을 수 밖에 없다는 점 때문에, 복수상화서와 구분한다. 원추화서의 가지는 총상화서인 경우가 많다. 원추화서는 유한화서이거나 무한화서이다.
이러한 유형의 꽃차례에는 대개 귀리 및 바랭이와 같은 풀 종류가 포함되며, 피스타치오 및 마몬실로와 같은 다른 식물들도 여기에 속한다. 식물학자들은 두 가지 방식으로 원추화서(peniculate)라는 용어를 사용하는데, "실제적인 원추화서를 이루고 있는 것"과 "형상은 원추화서지만 반드시 원추화서의 구조는 아닌 것"이다.

## 산방화서
산방화서(Corymb) 역시 위쪽보다 아래쪽의 꽃자루가 더 길어, 겉보기에는 윗부분이 평평한 산형화서(umbel) 모양인 원추화서의 가지구조가 될 수 있다. 산사나무와 같은 벚나무아과(subfamily Amygdaloideae)에 속하는 많은 종들에서 이러한 산방화서를 볼 수 있다.

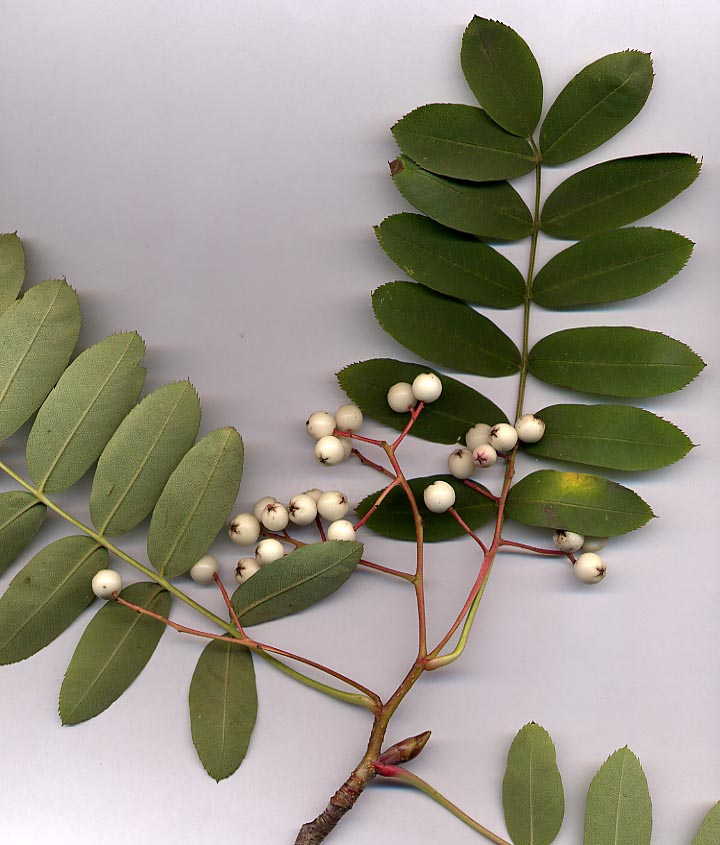
Sorbus glabrescens 산방화서를 나타내는 열매

## 같이 보기
- 산방화서